# Чекно
Чекно (укр. Чекно, до 2015 г. — Межиречье) — село в Ярославичской сельской общине Дубенского района Ровненской области Украины.
Почтовый индекс — 35112. Телефонный код — 3659.

## История
В 1946 г. Указом Президиума ВС УССР село Чекно переименовано в Межиречье.
В 2015 г. возвращено историческое название.
До 2020 года входило в Млиновский район.